# Avenue Paul-Vaillant-Couturier (Bobigny)
Pour les articles homonymes, voir Avenue Paul-Vaillant-Couturier.
L'avenue Paul-Vaillant-Couturier est l'une des principales voies de communication de Bobigny. Elle suit le tracé de la route nationale 186.

## Situation et accès

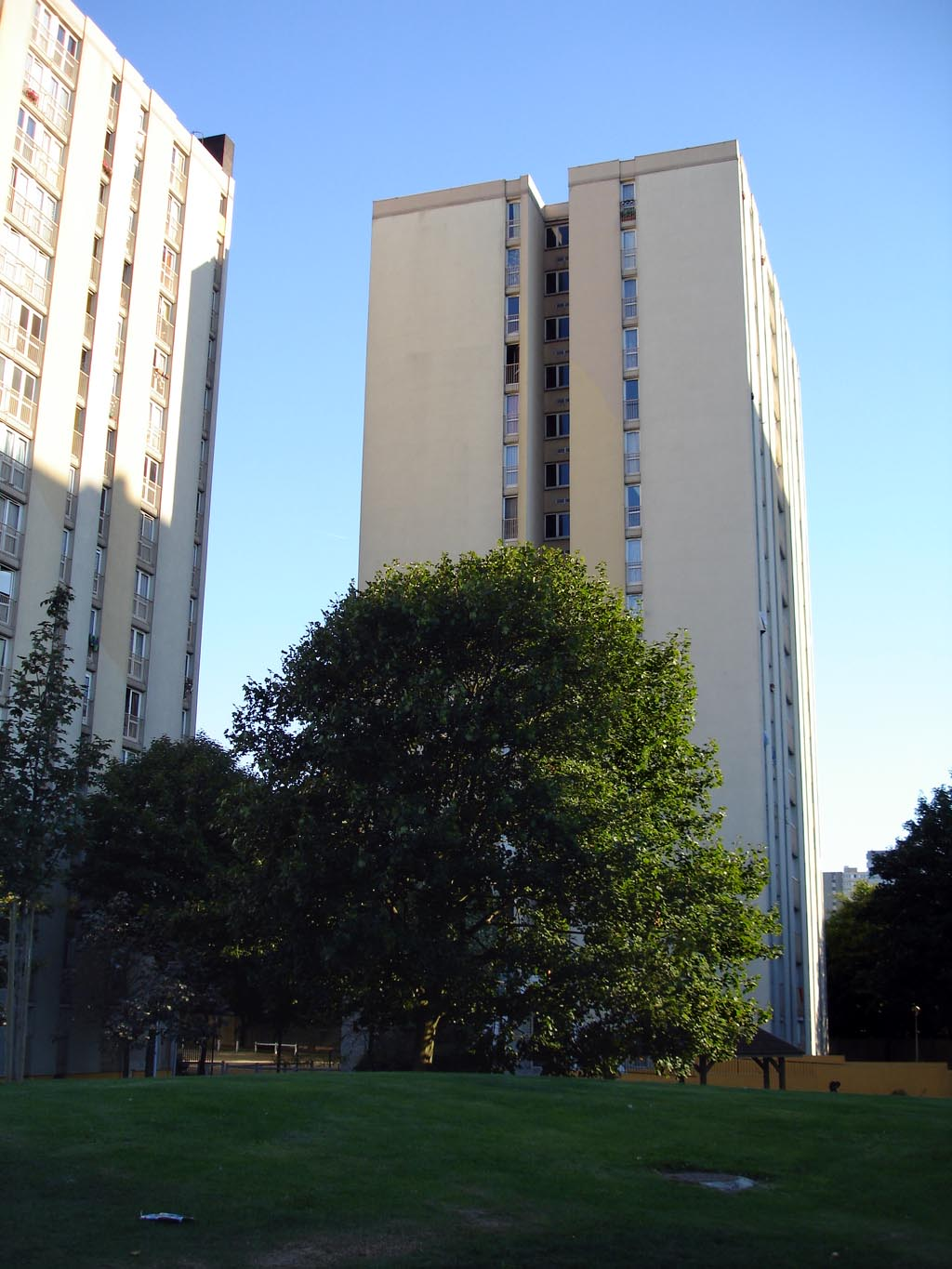
Bobigny - La cité Paul-Vaillant-Couturier en 2005.

Commençant à la place de l'Escadrille-Normandie-Niémen, cette rue forme notamment le début de la rue de l'Harmonie et de la rue de l'Union avant d'arriver au rond-point de l'avenue Pierre-Sémard et de la rue Pierre-Sémard.
Longeant sur sa droite la cité Paul-Vaillant-Couturier, elle arrive au rond-point de l'avenue Youri-Gagarine et de la promenade Jean-Rostand. À cet endroit, elle est rejointe par le tracé de la ligne 1 du tramway d'Île-de-France.
Continuant dans la même direction de part et d'autre de l'échangeur de la A86 dont le tunnel de Bobigny émerge de terre à cet endroit, elle se termine à la place Saint-Just, d'où part le pont de Bondy.

## Origine du nom

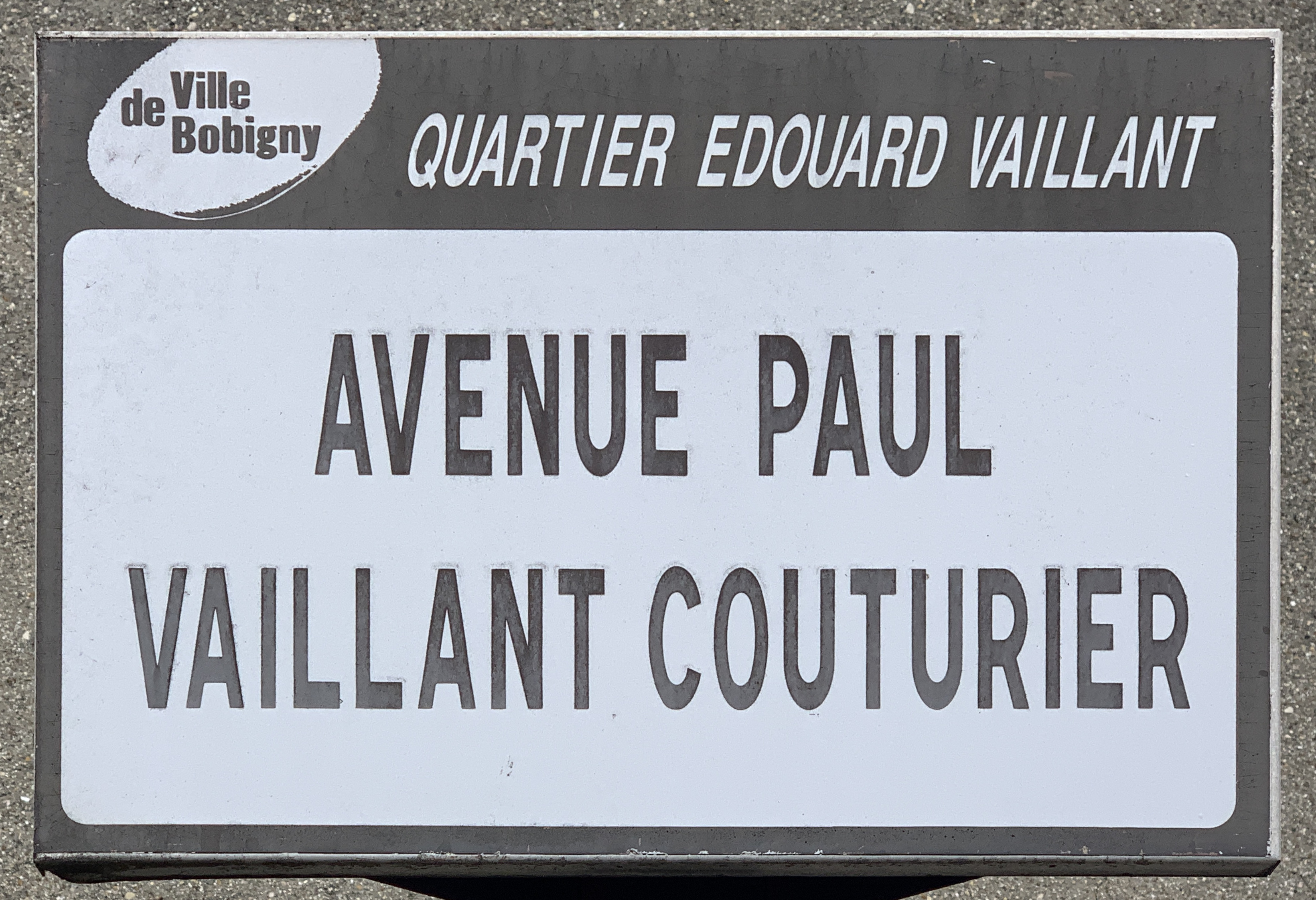
Plaque de l'avenue.

Cette avenue porte le nom de l'homme politique français Paul Vaillant-Couturier (1892-1937).

## Historique

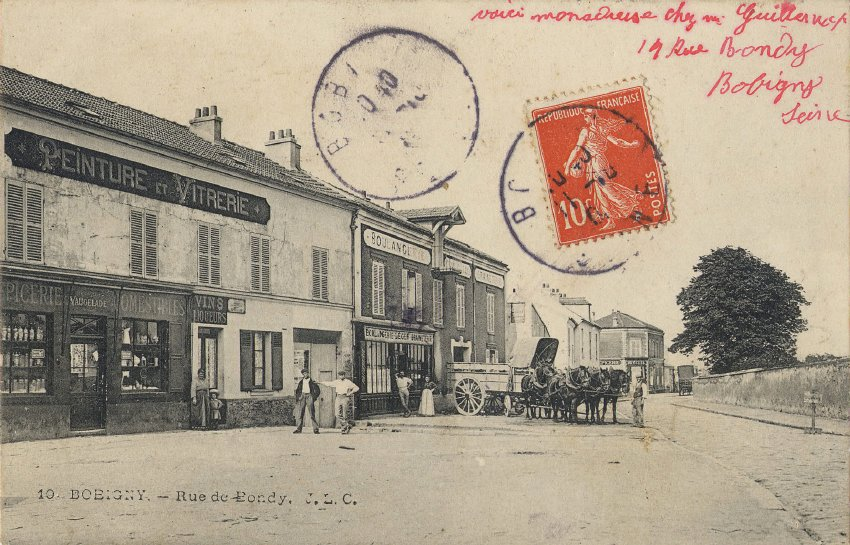
Bobigny, rue de Bondy, vers 1900.

L'avenue Paul-Vaillant-Couturier s'appelait autrefois route de Bondy, et a pris son nom actuel après-guerre.

## Bâtiments remarquables et lieux de mémoire

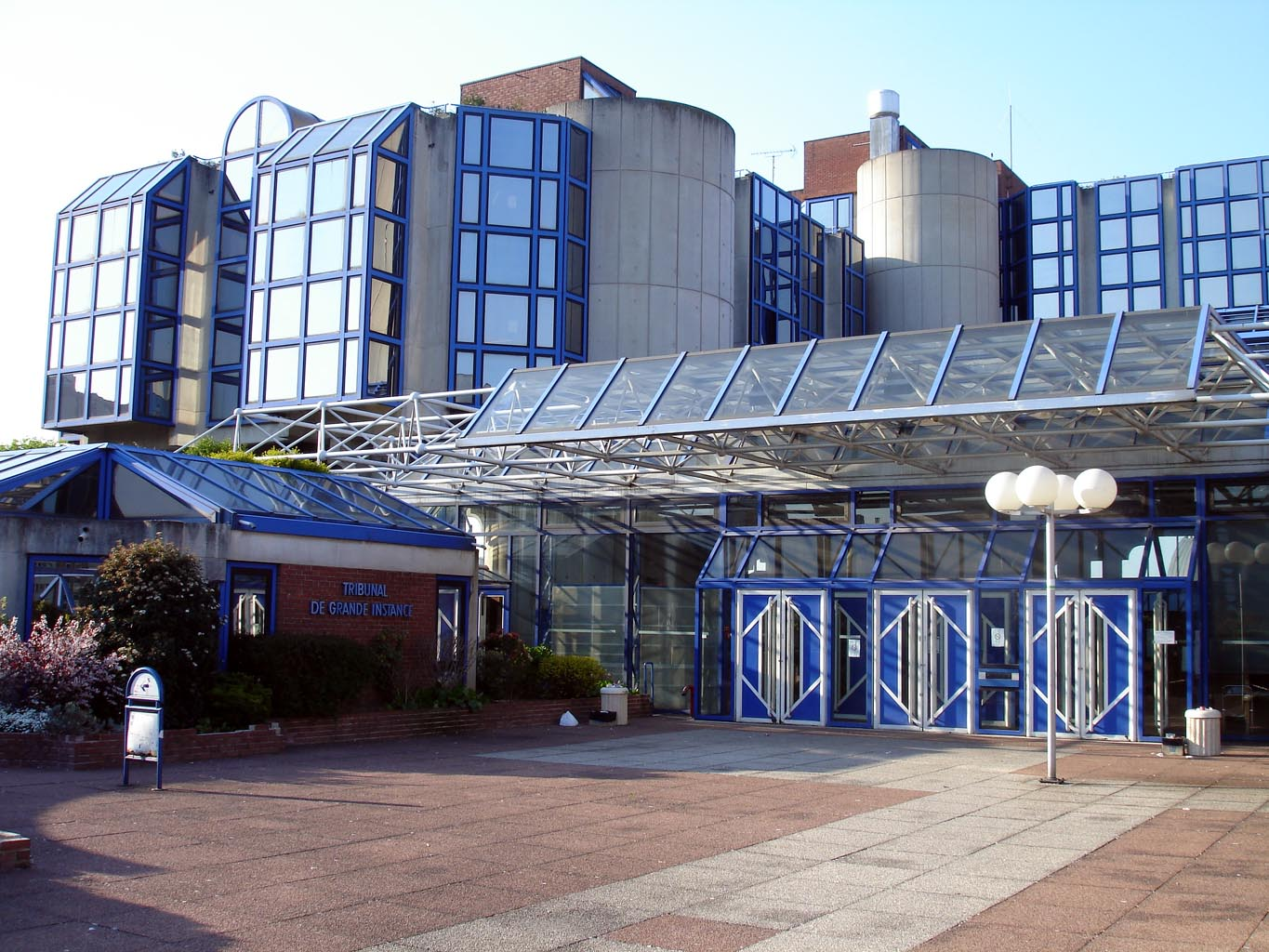
L'entrée du Tribunal de Grande Instance de Bobigny.

- Mémorial des morts pour la France en Afrique du Nord[2],[3].
- Parc départemental de la Bergère[4].
- Tribunal de Grande Instance de Bobigny[5].
- Au no 195, le siège social de la Caisse primaire d'assurance maladie.
- Passerelle Marie-Claire, qui enjambe l'avenue.